# Podarcis bocagei
Podarcis bocagei — вид ящірок родини справжніх ящірок (Lacertidae). Один із 28 видів роду. Ендемік Піренейського півострова. Мешканець середземноморських гірських і прилеглих рівнинних ландшафтів. Вид занесений до Бернської конвенції та інших природоохоронних документів.

## Етимологія
Наукова назва роду походить від грец. ποδαρκής = швидконогий.
Вид названий на честь Жозе Вісенте Барбоза дю Бокаже (1823—1907), португальського натураліста.
Назва на інших мовах: Bocage's Wall Lizard (англ.; дослівно «стінна ящірка Бокаже»).

## Опис

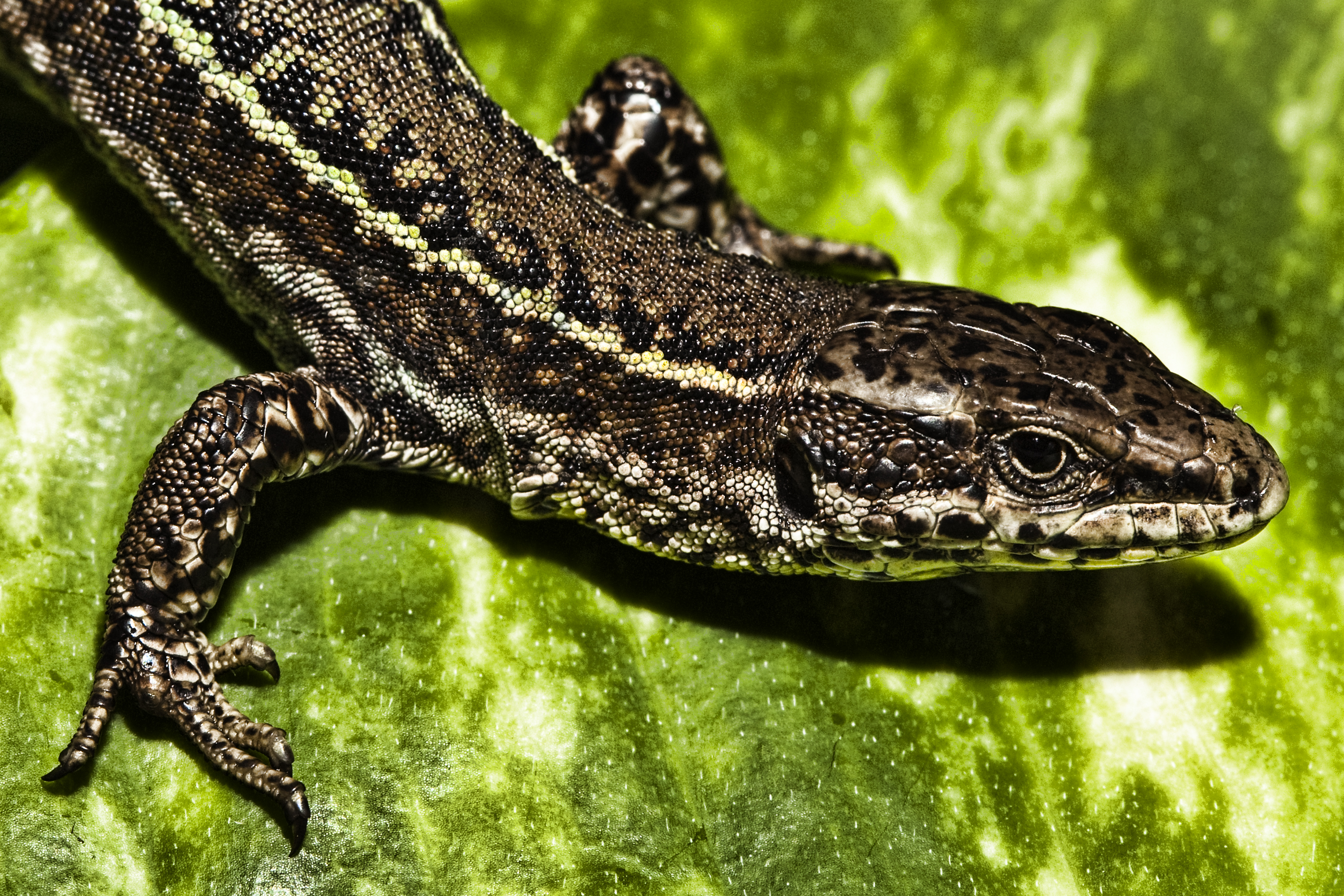

Середня за розмірами стінна ящірка, із струнким тілом до 22 см завдовжки (L. + L.cd.). Довжина тіла від кінчика морди до клоаки (L.) до 7 см (зазвичай до 6 см). Хвіст (L.cd.) вдвічі  перевищує довжину тулуба з головою. Самці більші за самиць. Голова висока, пірамідальна.
Верхня сторона тіла зазвичай забарвлена у зелені кольори, але поза періодом розмноження можуть з'являтися буруваті тони. Спинно-бокові смуги яскраво-зелені або білуваті з нерівними краями, облямованими чорним з боку спини. У самців смуги дуже переривчасті. Нижче уздовж боків, особливо у самиць, може тягнутись слабкий рядок маленьких білих плям. Смуга на хребті зазвичай відсутня. Боки коричневі або чорні з численними розсіяними плямами, від білуватих до коричневих. Черевна сторона зазвичай жовта, зрідка помаранчева. 

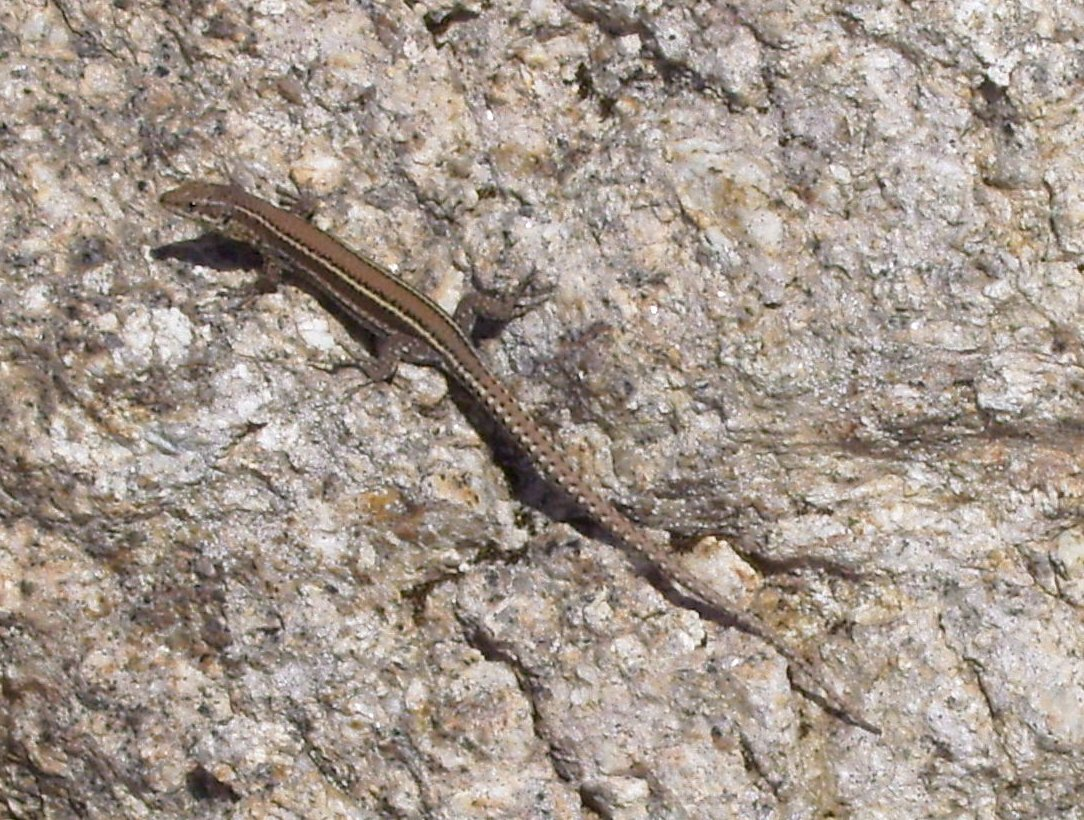
Самиця Podarcis bocagei

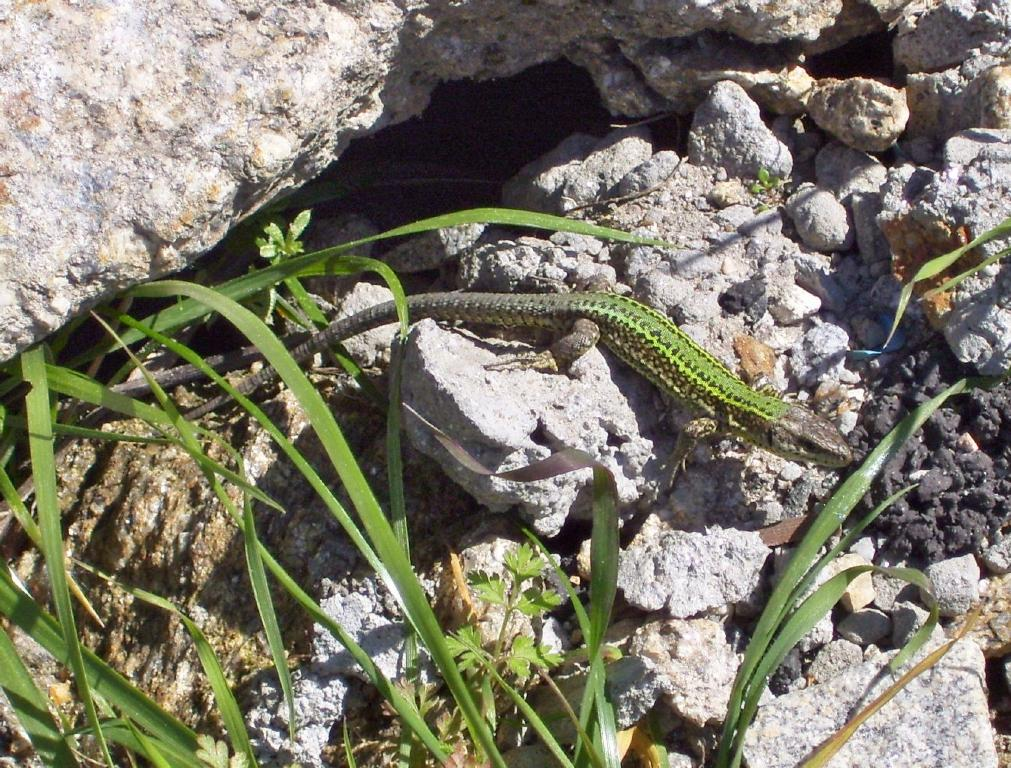
Молода особина Podarcis bocagei

Від інших стінних ящірок найкраще відрізняється за формою голови, зеленим забарвленням на спині і темними боками. Поза сезоном розмноження при відсутності зеленого кольору у забарвленні самців ідентифікація Podarcis bocagei утруднена. Теж саме стосується самиць, яких дуже важко відрізняти від інших видів стінних ящірок.

## Поширення

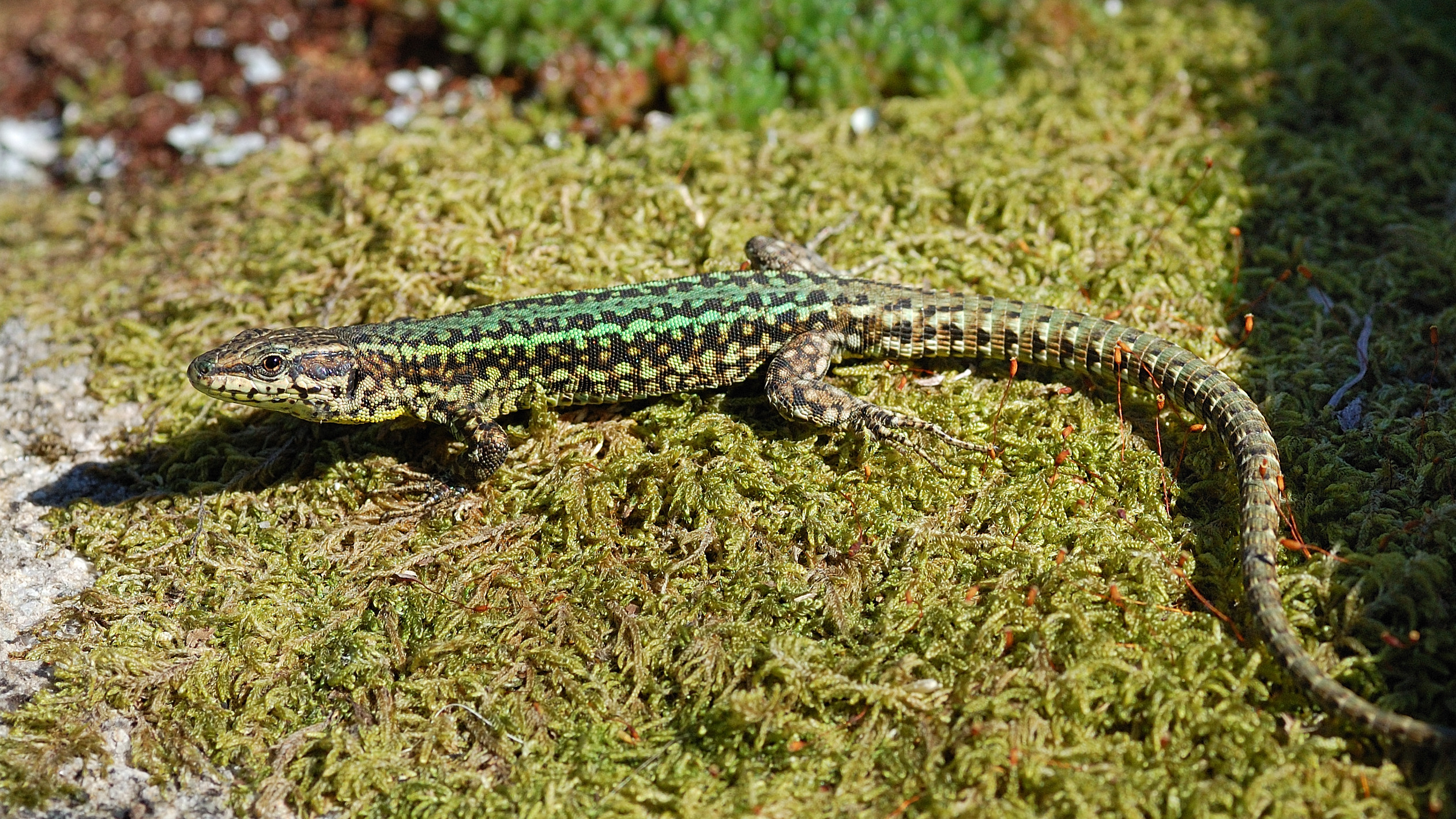
Podarcis bocagei. Португалія

Ендемік Піренейського півострова. Вид поширений на півночі Португалії та північному заході Іспанії. Ареал виду частково перекривається із ареалами Podarcis guadarramae, Podarcis carbonelli і Podarcis muralis.

## Особливості біології
Евритопний вид. Населяє різноманітні відкриті середземноморські ландшафти, від рівня моря до середньогір'їв, а також прибережні піщані дюни, віддаючи перевагу добре освітленим, помірно сухим ділянкам з чагарниковою рослинністю. В сухій південній частині ареалу трапляються в вологих долинах річок або поблизу тимчасових потоків. Не уникає сільськогосподарських угідь (сади, виноградники ) та околиць населених пунктів. Ящірки звичайно потрапляють на очі на землі серед чагарників, але часто також на кам'янистих стінах і скелястих схилах. У межах ареалу є досить звичайним видом. Ящірки активні з лютого по листопад, іноді у відлиги взимку.
Podarcis bocagei належить до яйцекладних плазунів. В період розмноження самці ревно охороняють свої індивідуальні ділянки, оглядаючи їх із високих предметів. Парування відбувається в березні — квітні. Самиці протягом літа можуть відкладати від двох до чотирьох кладок по 2—9 яєць.
Живиться переважно комахами, а також іншими дрібними безхребетними.

## Охорона
Стан більшості природних популяцій виду в межах ареалу залишається більш-менш стабільним. Саме тому він, згідно Червоного списку МСОП, отримав охоронний статус «відносно благополучний вид». Але в окремих регіонах спостерігається тенденція до зниження чисельності популяції виду. Деякі субпопуляції страждають від лісових пожеж, насадження хвойних порід, деградації середовищ існування в результаті розвитку рекреації та будівництва туристичних об'єктів, в основаному в районах поширення піщаних дюн. Тому стінна ящірка Бокаже занесена до Додатку ІІІ Бернської конвенції (охоронна категорія: вид потребує охорони) і потребує вжиття спеціальних охоронних заходів.

## Систематика
Один із 28 видів роду стінних ящірок (Podarcis).
Нещодавно проведені молекулярно-морфологічні дослідження стінної ящірки іспанської призвели до поділу виду Podarcis hispanicus complex на кілька самостійних видів, які еволюційно виокремились у різний історичний час. Виходячи з морфології, перший вид, який відокремився від комплексу, належав Podarcis bocagei, у тому числі її підвиду P. b. carbonelli. Генетичні дані показали, що самостійним слід вважати також Podarcis carbonelli. Подальші дослідження призвели до виділення 5 додаткових видів, у результаті в межах комплексу було описано всього 7 нових видів, у тому числі Podarcis liolepis, Podarcis guadarramae, Podarcis virescens та Podarcis vaucheri.
На одній території можуть траплятись представники 2—3 видів комплексу, що характерно і для . Podarcis bocagei. Тому видова ідентифікація в межах комплексу в польових умовах залишається складною справою. Адже як самиць, так і молодих особин часто важко, якщо не неможливо, розрізнити. Тому герпетологи зосереджують свою увагу на дорослих самцях. Більшість індивідів демонструють високі показники контрастності забарвлення й кольорових візерунків протягом весни та на початку літа, тоді, як восени і взимку самці й самиці можуть виглядати блідими або навіть бути однорідного кольору, що може дуже ускладнювати їх видову ідентифікацію.